# Макови
Макови (Papaveraceae) е семейство покритосеменни растения, разпространено в умерените и субтропични области на Северното полукълбо. Повечето видове са тревисти, някои са храсти и малки дървета.

## Родове
Класификациите на Групата по филогения на покритосеменните от 1998 и 2003 разглеждат семейство Макови като част от групата на еудикотите. В тези системи се допускат опционални семейства и семейство Макови може да се разглежда в по-тесен или по-широк смисъл, като във втория случай включва опционалните семейства Fumariaceae (Росопасови) и Pteridophyllaceae.
Родовете от семейство Макови в тесен смисъл са:
- Arctomecon
- Argemone
- Bocconia
- Canbya
- Chelidonium – Змийско мляко
- Dendromecon
- Dicranostigma
- Eomecon
- Eschscholzia
- Glaucium
- Hunnemannia
- Hylomecon
- Macleaya
- Meconella
- Meconopsis
- Papaver – Мак
- Platystemon
- Platystigma
- Roemeria
- Romneya
- Sanguinaria
- Stylomecon
- Stylophorum

## Използване
Най-голямо стопанско значение има видът сънотворен мак (Papaver somniferum), който се отглежда за производство на опиум и не се среща в диворастящо състояние. За медицински цели се използва и видът змийско мляко (Chelidonium majus). Някои видове се отглеждат като декоративни растения.